# Бітарова
Бітарова (словац. Bitarová) — село, громада округи Жиліна, Жилінський край, регіон Горне Поважіє. Кадастрова площа громади — 3,64 км².
Населення 752 особи (станом на 31 грудня 2017 року).

## Історія
Бітарова згадується 1393 року.

## Населення
| Рік:            | 1994. | 2004.    | 2014.    | 2024.    |
| --------------- | ----- | -------- | -------- | -------- |
| Кількість осіб: | 540   | 627      | 742      | 907      |
| Різниця:        |       | +16,11 % | +18,34 % | +22,23 % |

| Рік:            | 2023. | 2024.   |
| --------------- | ----- | ------- |
| Кількість осіб: | 885   | 907     |
| Різниця:        |       | +2,48 % |